# Даниленко, Василий Яковлевич
Василий Яковлевич Даниленко (25 апреля 1905 года, с. Черногородка, Киевская губерния — 6 марта 1976 года, Москва) — советский военачальник, полковник (1943).

## Начальная биография
Василий Яковлевич Даниленко родился 25 апреля 1905 года в селе Черногородка Киевской губернии.

## Военная служба

### Довоенное время
15 октября 1926 года призван в ряды РККА и направлен на учёбу в школу червонных старшин имени ВУЦИК в Харькове, после окончания которой в мае 1930 года служил в составе 135-го стрелкового полка (45-я стрелковая дивизия, Украинский военный округ) в Киеве на должностях командира взвода и помощника командира роты. В декабре 1932 года назначен на должность начальника хозяйственного довольствия 133-й механизированной бригады (45-й механизированный корпус), а в июле 1934 года — на должность командира и комиссара 15-й отдельной пулемётной роты (Киевский укреплённый район).
В 1935 году окончил курсы «Выстрел».
В августе 1936 года назначен командиром роты тяжёлого оружия учебного батальона в составе 71-го стрелкового полка (24-я стрелковая дивизия, Киевский военный округ), в ноябре — командиром учебной роты в составе стрелково-пулемётного батальона 134-й механизированной бригады, а в сентябре 1938 года — командиром батальона в составе 34-го стрелкового полка (62-я стрелковая дивизия, Киевский военный округ), дислоцированного в г. Васильков. Одновременно в период с 1937 по 1939 годы учился на заочном факультете Военной академии имени М. В. Фрунзе.
В декабре 1939 года капитан В. Я. Даниленко направлен в 75-ю стрелковую дивизию (Ленинградский военный округ) и назначен на должность командира батальона в составе 34-го стрелкового полка, дислоцированного в г. Остров, а в январе 1940 года — на должность командира батальона в составе 28-го стрелкового полка, после чего принимал участие в боевых действиях в направлении ст. Лоймола во время Советско-финляндской войны. По окончании войны В. Я. Даниленко служил на прежней должности. С мая 1941 года 28-й стрелковый полк в составе 75-й стрелковой дивизии дислоцировался в м. Домачево (южнее Бреста).

### Великая Отечественная война
С началом войны В. Я. Даниленко командовал заградительным отрядом в составе той же 75-й стрелковой дивизии, которая вела оборонительные боевые действия на брестском направлении в условиях окружения. 7 июля 1941 года соединениям 75-й стрелковой дивизии удалось выйти на связь со штабом 21-й армии, после чего дивизия отходила от населённого пункта Малорыто по направлению до города Петриков и в дальнейшем вела боевые действия на Мозырском укреплённом районе и в районе Гомеля в ходе Смоленского сражения. В сентябре 75-я стрелковая дивизия передана в состав Юго-Западного фронта, после чего участвовала в Киевской стратегической оборонительной операции, в ходе которой 22 сентября попала в окружение в районе Пирятин, Гребенка, Золотоноша и Лубны. Отряд под командованием капитана В. Я. Даниленко в составе 85 человек отходил по направлению на Староверовки (Харьковская область) и 8—10 октября отряд вынужден переодеться в гражданскую одежду, после чего мелкими группами идти на восток. 15 октября капитан В. Я. Даниленко в составе группы из пяти человек вышел с документами к Староверовке и после спецпроверки направлен в отдел кадров Южного фронта в городе Уразов, а затем переведён в Южно-Уральский военный округ.
14 января 1942 года назначен на должность командира 642-го стрелкового полка в составе 200-й стрелковой дивизии, формировавшейся в Бузулуке и по её завершении в конце марта направлена на Северо-Западный фронт и 20 апреля включена в состав 11-й армии, после чего вела боевые действия против старорусской и демянской группировок войск противника, обороняя рубеж в районе Присморжье восточнее города Старая Русса. 2 ноября подполковник В. Я. Даниленко назначен на должность заместителя командира 200-й стрелковой дивизии, которая вскоре вела боевые действия в районе Омычкино, с февраля 1943 года — в районе «Рамушевского коридора».
24 августа 1943 года полковник В. Я. Даниленко назначен на должность командира 188-й стрелковой дивизии (34-я армия, Северо-Западный фронт), которая вскоре была выведена в резерв Ставки Верховного Главнокомандования, к 10 сентября передислоцирована на Степной фронт, где включена в состав 37-й армии и после доукомплектования в период с 3 на 4 октября форсировала Днепр в районе Мишурина Рога, после чего принимала участие в ходе Пятихатской, Никопольско-Криворожской, Березнеговато-Снигирёвской и Одесской наступательных операций. 1 апреля 1944 года полковник В. Я. Даниленко был ранен, после чего лечился в медсанбате и после излечения 5 мая вернулся на прежнюю должность командира 188-й стрелковой дивизии, которая находилась в резерве 3-го Украинского фронта и 20 августа передана в состав 37-ю армию, после чего принимала участие в ходе Ясско-Кишинёвской наступательной операции и затем дважды форсировала Дунай, совершала марши по Румынии, 8 сентября пересекла румынско-болгарскую границу в районе Четатя и к 25 октября вышла в районе Пилаузово-Джинот (Болгария).
3 февраля 1945 года полковник В. Я. Даниленко направлен на учёбу на ускоренный курс Высшей военной академии имени К. Е. Ворошилова.

### Послевоенная карьера
После окончания ускоренного курса в марте 1946 года назначен на должность заместителя командира 266-й стрелковой дивизии (Северо-Кавказский военный округ), дислоцированной в Сталинграде. В июле того же года дивизия преобразована в 18-ю отдельную стрелковую бригаду. В январе 1948 года переведён на должность заместителя командира 5-й отдельной гвардейской стрелковой бригады (Московский военный округ).
Полковник Василий Яковлевич Даниленко 12 августа 1953 года вышел в запас. Умер 6 марта 1976 года в Москве.

## Награды
- Орден Ленина (19.11.1951);
- Два ордена Красного Знамени (26.08.1943, 05.11.1946);
- Орден Суворова 2 степени (19.05.1944);
- Орден Богдана Хмельницкого 2 степени (13.09.1944);
- Три ордена Красной Звезды (20.05.1940, 26.08.1943, 03.11.1944);
- Медали.